# Tested
Tested is het eerste livealbum van de Amerikaanse punkband Bad Religion. Het werd opgenomen tijdens liveoptredens in 1996 in de Verenigde Staten, Canada, Duitsland, Estland, Denemarken, Italië en Oostenrijk. In plaats van het geluid op het podium zelf nam de band slechts de input van de microfoons op, waardoor er op het album geen publiek te horen is.
Het album werd tot het op elf na beste punkalbum van het jaar uitgeroepen door Sputnikmusic.
Het album bevat drie niet eerder uitgebrachte nummers van Bad Religion:
- "Dream of Unity"
- "It's Reciprocal"
- "Tested"

## Tracklist
1. "Operation Rescue" (van het album Against the Grain)
2. "Punk Rock Song" (van het album The Gray Race)
3. "Tomorrow" (van het album Generator)
4. "A Walk" (van het album The Gray Race)
5. "God Song" (van het album Against the Grain)
6. "Pity the Dead" (van het album The Gray Race)
7. "1000 More Fools" (van het album Suffer)
8. "Drunk Sincerity" (van het album The Gray Race)
9. "Generator" (van het album Generator)
10. "Change of Ideas" (van het album No Control)
11. "Portrait of Authority" (van het album Recipe for Hate)
12. "What It Is" (van het album Stranger than Fiction)
13. "Dream of Unity" (niet eerder op een album verschenen)
14. "Sanity" (van het album No Control)
15. "American Jesus" (van het album Recipe for Hate)
16. "Do What You Want" (van het album Suffer)
17. "Part III" (van het album How Could Hell Be Any Worse?)
18. "10 in 2010" (van het album The Gray Race)
19. "No Direction" (van het album Generator)
20. "Along the Way" (van de ep Back to the Known)
21. "Recipe for Hate" (van het album Recipe for Hate)
22. "Fuck Armageddon... This Is Hell!" (van het album How Could Hell Be Any Worse?)
23. "It's Reciprocal" (niet eerder op een album verschenen)
24. "Struck a Nerve" (van het album Recipe for Hate)
25. "Leave Mine to Me" (van het album Stranger than Fiction)
26. "Tested" (niet eerder op een album verschenen)
27. "No Control" (van het album No Control)

## Musici
- Greg Graffin - zang
- Brian Baker - gitaar
- Greg Hetson - gitaar
- Jay Bentley - basgitaar
- Bobby Schayer - drums

## Woordspeling
- Op de cd zelf staat de tekst No Bad Religion song can make your Live complete (vertaald: geen Bad Religion-nummer kan je leven compleet maken). Dit is een regel uit het negentiende nummer, "No Direction", waarin een woordspeling gemaakt wordt met de woorden 'life' (leven) en 'Live' (live, omdat het een livealbum is).